# Porta Esquilina

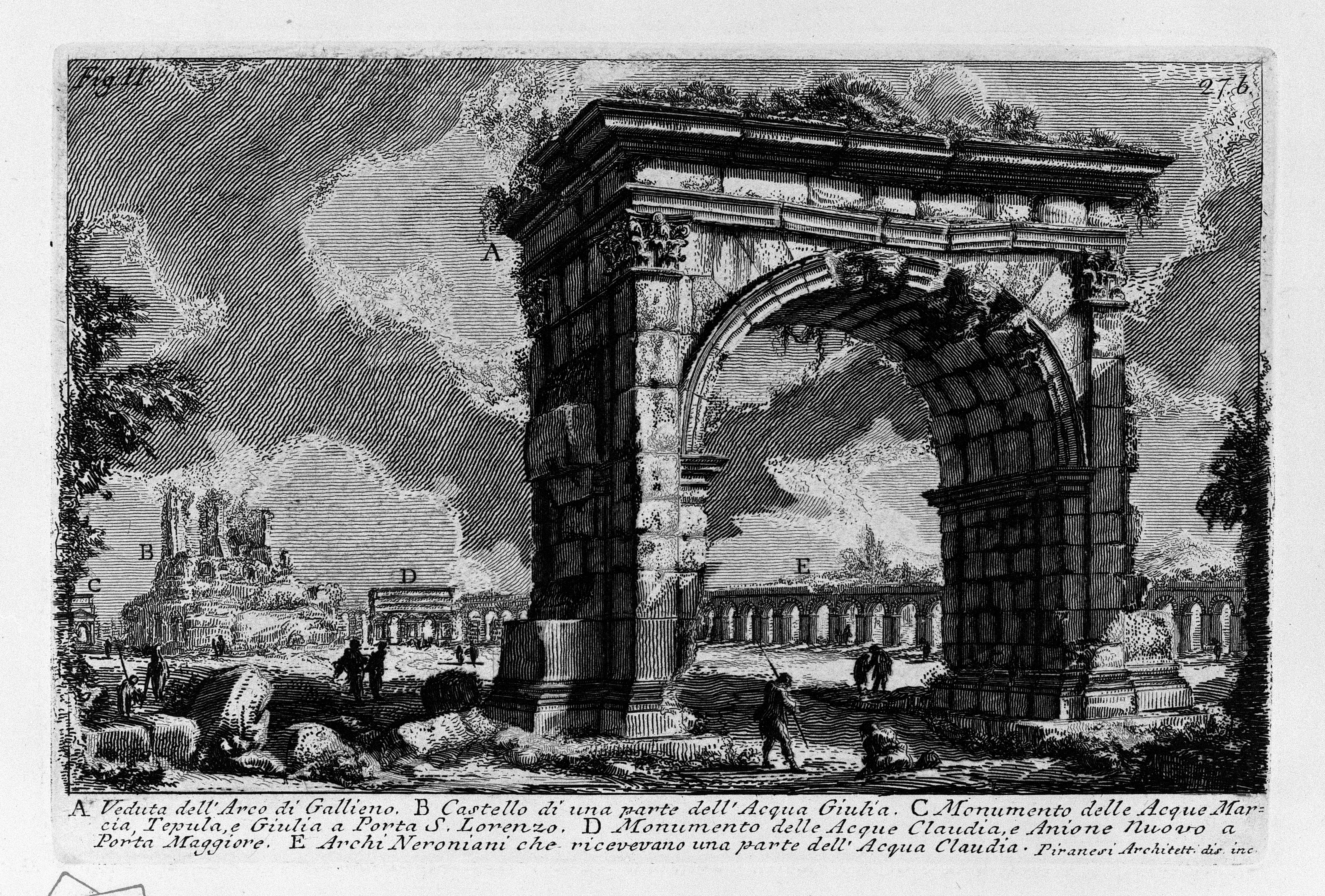
La Porta Esquilina en el. Grabado realizado por Giovanni Battista Piranesi.

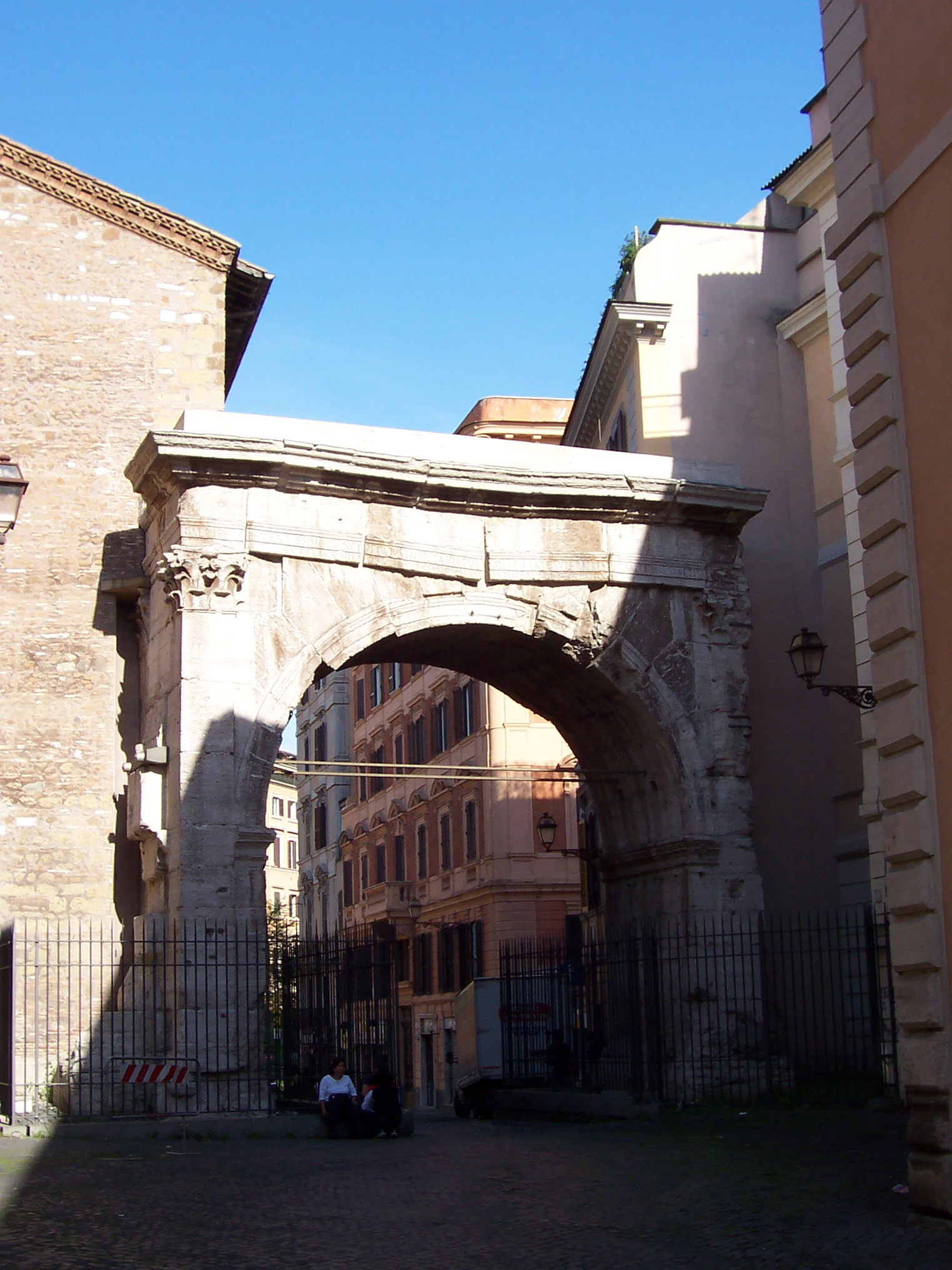
La Porta Esquilina en la actualidad.

La Porta Esquilina también conocida como Arco de Galieno es una puerta de las Murallas Servianas, construida en Roma, más concretamente en el Esquilino, justo al lado de la iglesia de San Vito. La tradición la remonta al siglo VI a. C., cuando se dice que estas murallas fueron construidas por el rey romano Servio Tulio. Sin embargo, los estudios modernos y las pruebas arqueológicas indican que data del siglo IV a. C. El arco de la puerta se volvió a dedicar en 262 como Arco de Galieno.

## Descripción
El Arco de Galieno sufrió una intensa reconstrucción en tiempo de Augusto, momento en el que se realizó una inscripción que en el siglo III, concretamente en tiempos del emperador Galieno fue borrada, realizándose una nueva inscripción que decía:
GALLIENO CLEMENTISSIMO PRINCIPI, CUIUS VIRTUS SOLA PIETATE SUPERATA EST, ET SALONINAE SANCTISSIMAE AUGUSTAE | AURELIUS VICTOR V..E.., DICATISSIMUS NUMINI MAIESTATISQUE EORUM
Es decir: 
"A Galieno, príncipe clementísimo, cuyo invicto valor solo es superado por su piedad, y a Salonina, Santísima Augusta | Aurelio Victor, varón egregio, totalmente consagrado a la voluntad de sus majestades."
Falta una parte de la inscripción que posiblemente pudo hacer referencia al emperador Valeriano.
Los restos que hoy se conservan de dicho arco, que debió de tener otros dos arcos más pequeños a los laterales, pero que fueron destruidos en el siglo XV, muestran una altura de casi 9 metros, estando realizado con bloques de travertino.

## Historia

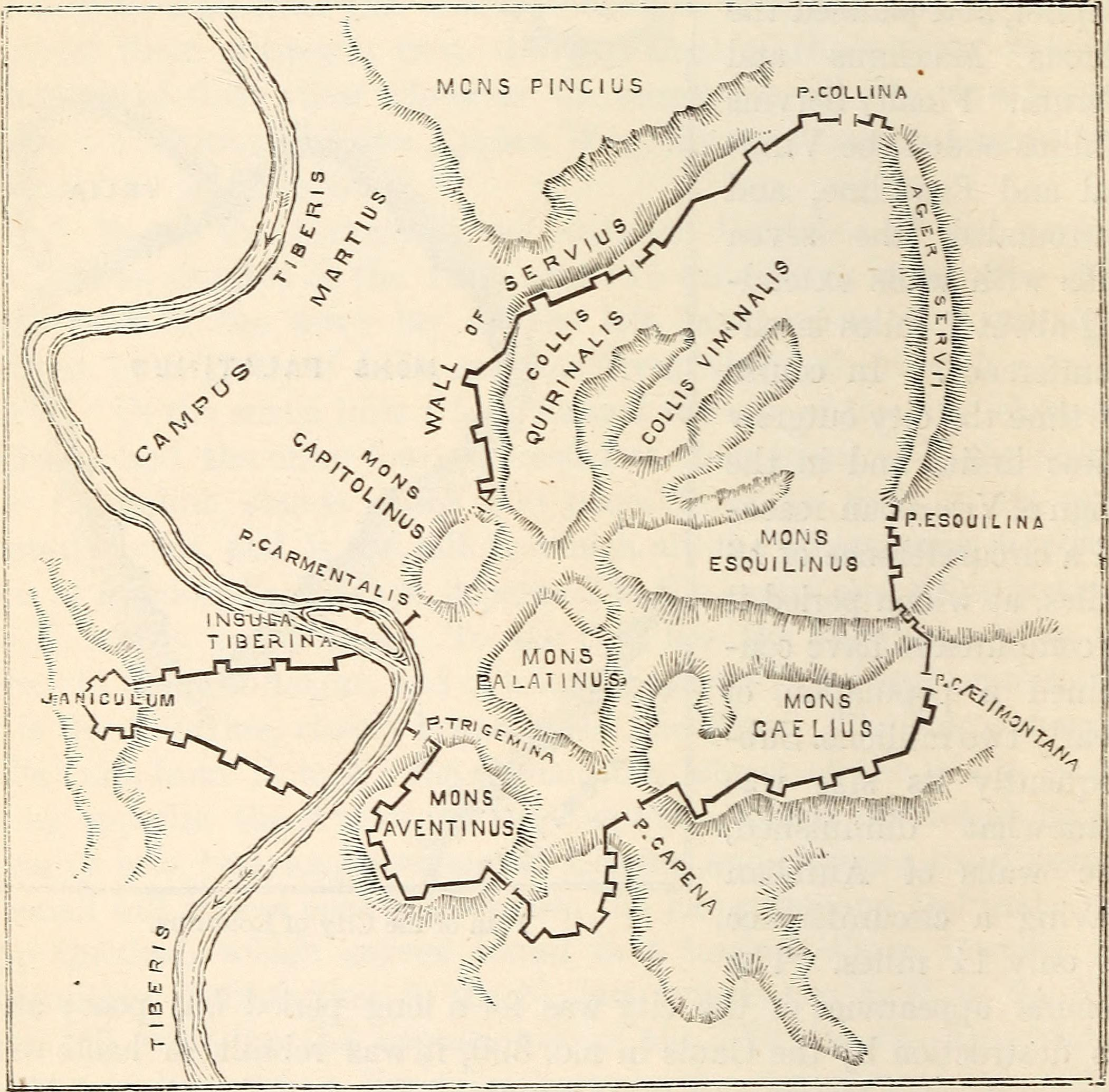
La puerta se encuentra en la sección oriental de la muralla serviana.

A raíz del concepto de pomerium, parece existir una "tradición" romana no oficial según la cual ciertos asesinatos debían realizarse "fuera" de la ciudad y, así, varios autores antiguos incluyen la puerta Esquilina en las descripciones de esos hechos. Por ejemplo, en Cic. Pro. Clu. 37, el asesinato de Asino de Larino se llevó a cabo fuera de la puerta Esquilina, y en Tac. Ann. ii. 32, el astrólogo Publio Marcio fue ejecutado por los cónsules ante la puerta Esquilina.
La puerta Esquilina también es mencionada en la literatura antigua como una importante vía de entrada y salida de Roma. Tito Livio relata el plan estratégico del cónsul Valerio para ahuyentar a los saqueadores etruscos que asolaban los campos romanos. Valerio ordenó que el ganado, que previamente había sido puesto a salvo dentro de las murallas de la ciudad, fuera enviado al exterior a través de la puerta Esquilina, de modo que cuando los etruscos bajaran al sur para apoderarse del ganado, los romanos pudieran tenderles una emboscada desde todos los flancos. Cicerón, en un discurso en el que resalta la grandeza de los desfiles triunfales, menciona cómo se pisoteaban los laureles macedonios al entrar en Roma por la puerta Esquilina, lo que sugiere que esta puerta se utilizaba para los desfiles triunfales. Otro ejemplo de la puerta Esquilina en la literatura antigua procede de la descripción que hace Plutarco de la primera marcha de Sila sobre Roma. Sila ordenó asegurar la puerta Esquilina y envió a algunas de sus fuerzas a atravesarla. Sin embargo, los ciudadanos que Mario había reclutado para defender la ciudad, les arrojaron ladrillos y piedras.
Inicialmente, el emplazamiento de la puerta Esquilina estaba marcado por un solo arco construido en el siglo I, pero más tarde, en el siglo III, se convirtió en una estructura de triple arco con una altura máxima de 8,8 metros. La conversión en triple arco fue patrocinada por el équite M. Aurelio Víctor en el año 262 para honrar al emperador romano Galieno. Aunque las pruebas arqueológicas muestran indicios de cimientos de pilares adicionales, los arcos adicionales de Aurelio Víctor no sobrevivieron y en la actualidad solo permanece el arco único original.